# Essequibo Islands-West Demerara
Essequibo Islands-West Demerara (regio 3) is een van de tien regio's van Guyana. De hoofdstad is Vreed en Hoop.
Het westen wordt door Venezuela geclaimd naar aanleiding van het territoriale geschil met Guyana.

## Demografie
Volgens de volkstelling van 2012 telt de regio Essequibo Islands-West Demerara zo'n 107.416 inwoners, een stijging vergeleken met de volkstelling van 2002.
| Volkstellingsjaar | 1980    | 1991   | 2002    | 2012    |
| ----------------- | ------- | ------ | ------- | ------- |
| Inwoners          | 104.700 | 95.977 | 103.061 | 107.416 |

De meerderheid van de bevolking bestaat uit Indo-Guyanezen (60%), gevolgd door Afro-Guyanezen (21%), mensen van gemengde afkomst (16%) en inheemsen (3%).

## Plaatsen
- Goed Fortuin
- Leonora
- Met-en-Meerzorg
- Parika
- Tuschen
- Uitvlugt
- Vreed en Hoop, de hoofdplaats
- Windsor Forest
- Zeeburg

## Eilanden
- Forteiland
- Wakenaam

## Gemeenten
Essequibo Islands-West Demerara was in 2022 onderverdeeld in de volgende gemeenten:
1. Wakenaam (Essequibo Islands)
2. Leguan (Essequibo Islands )
3. Vergenoegen / Greenwich Park
4. Good Hope / Hydronie
5. Parika / Mora
6. Uitvlugt / Tuschen
7. Cornelia Ida / Stewartville
8. Sparta / Bonasika en de rest van de Essequibo-eilanden
9. Blankenburg / Hague
10. Nouvelle Flanders / La Jalousie
11. Klein Pouderoyen / Best
12. Meer Zorgen / Malgre Tout
13. Nismes / La Grange
14. Canals Polder
15. Patentia / Toevlugt
16. Canal No. 2 (ged.) + The Belle + Little Alliance
17. Lower West Demerara
18. Bonasika / Boerasirie
19. Amsterdam (Demerara Rivier) / Vriesland

## Galerij

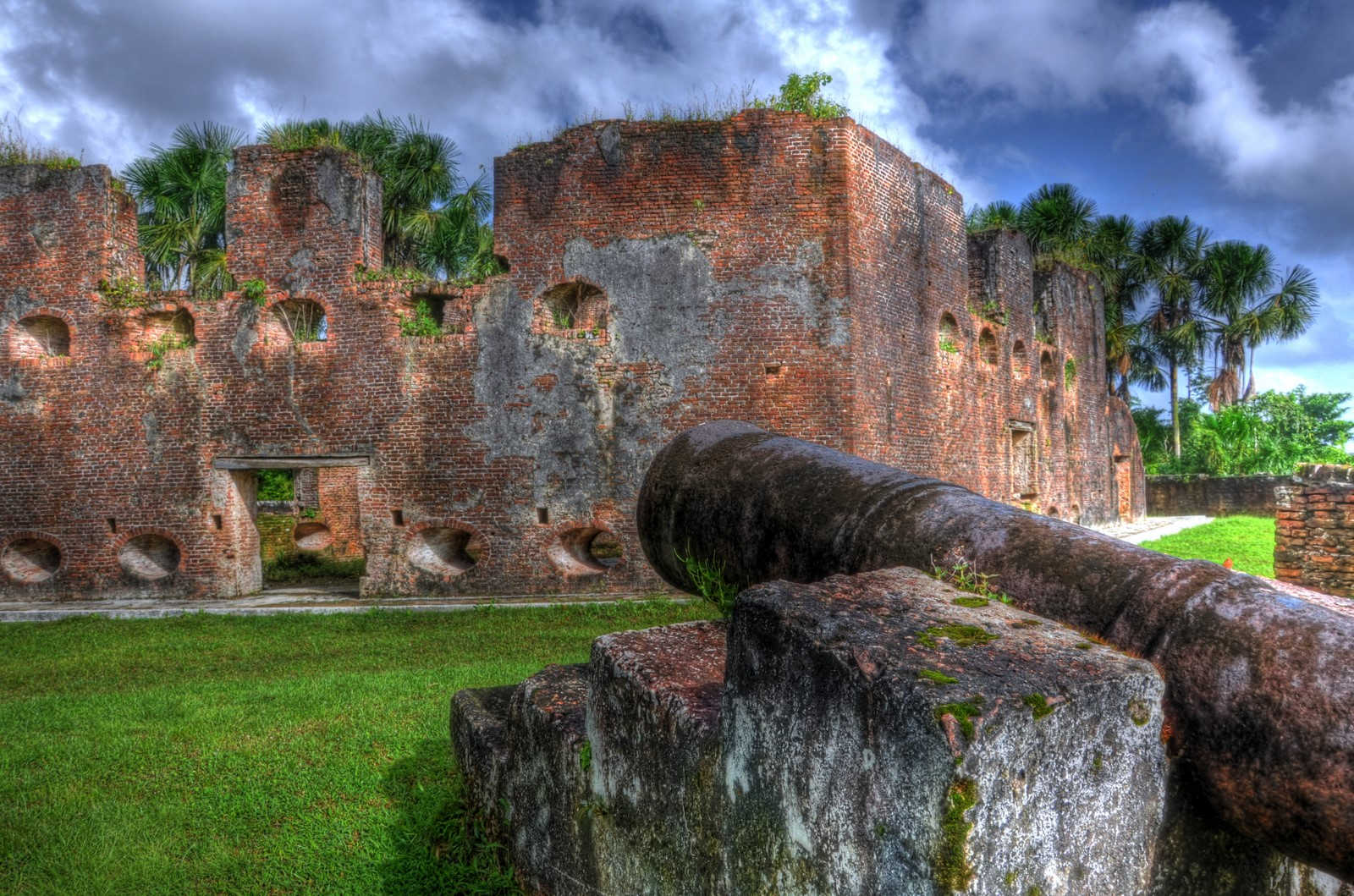
Fort Zeelandia
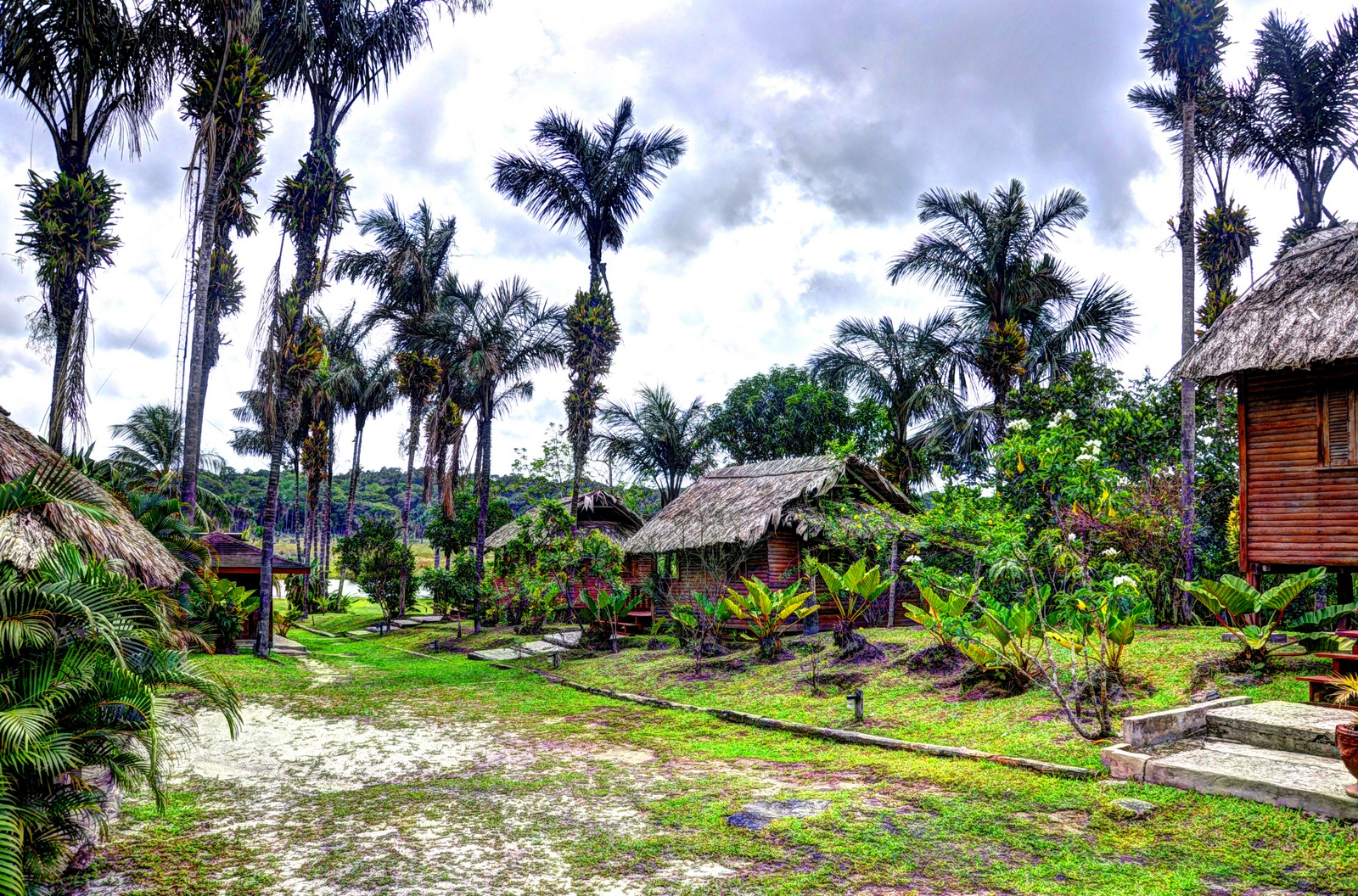
Vakantiehutten in Arrow Point
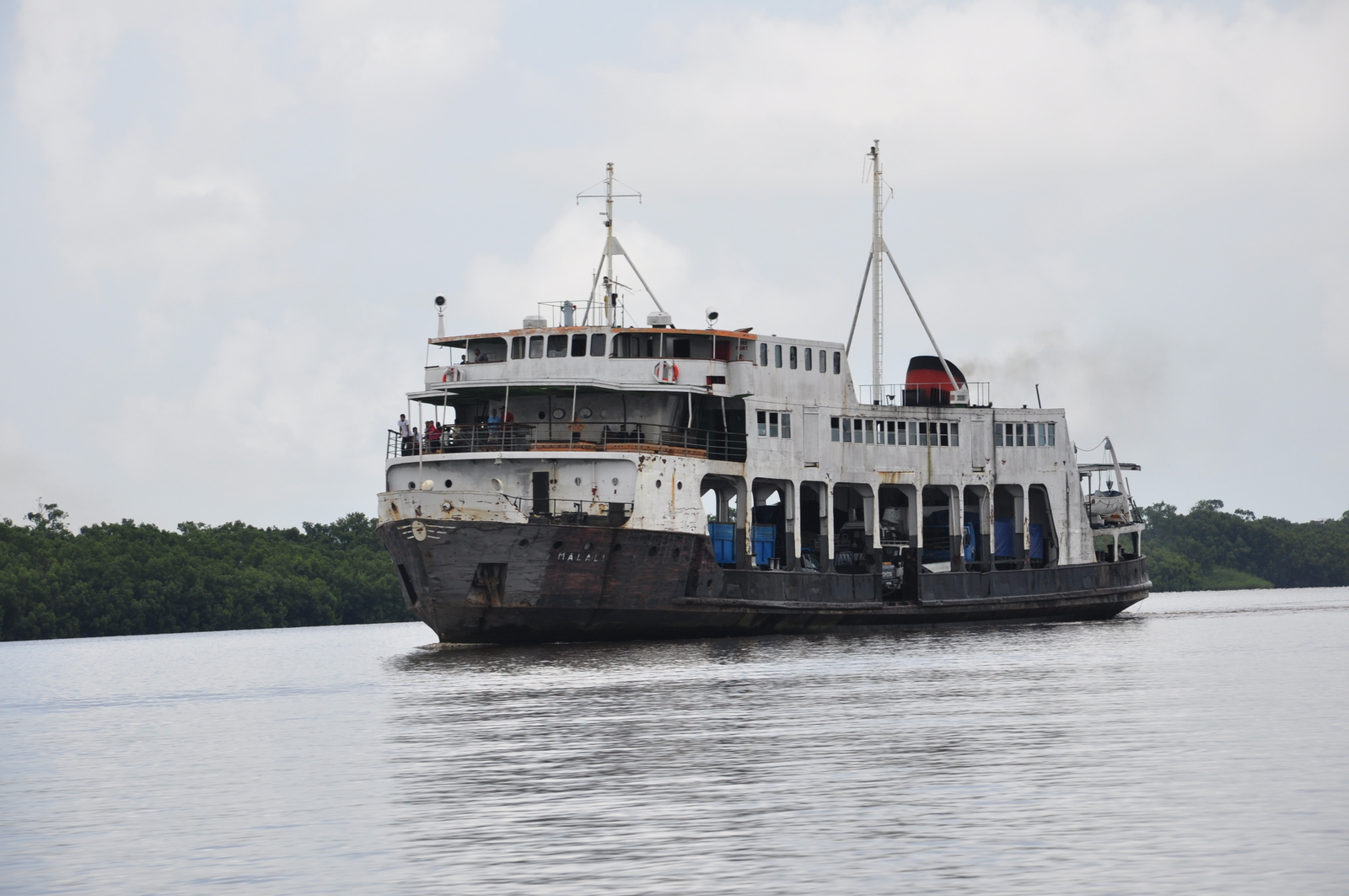
Veerboot over de Essequibo
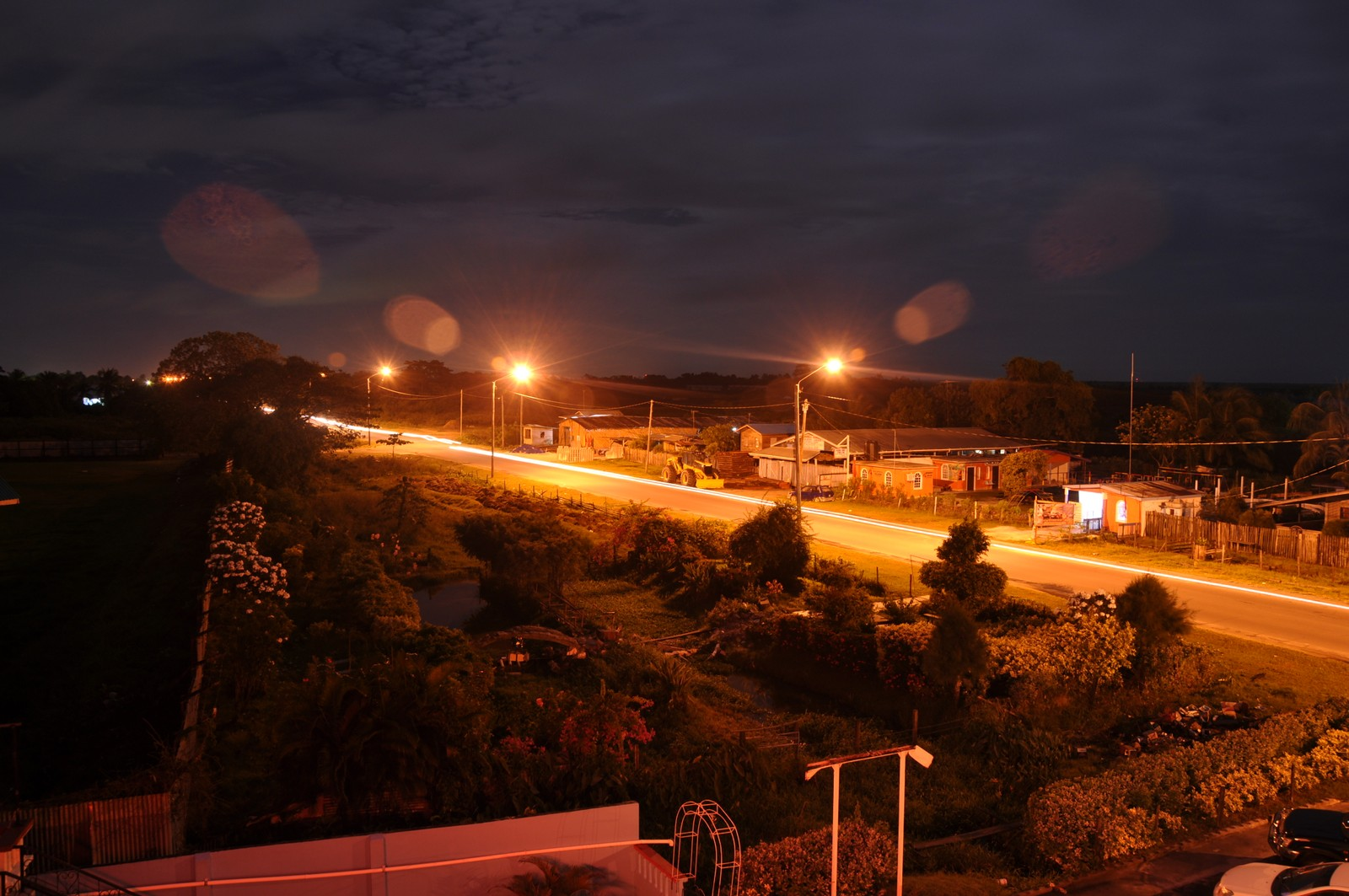
Nacht in Tuschen

Barima-Waini · Pomeroon-Supenaam · Essequibo Islands-West Demerara · Demerara-Mahaica · Mahaica-Berbice · East Berbice-Corentyne · Cuyuni-Mazaruni · Potaro-Siparuni · Upper Takutu-Upper Essequibo · Upper Demerara-Berbice
Forteiland · Goed Fortuin · Leonora · Met-en-Meerzorg · Parika · Tuschen · Uitvlugt · Vreed en Hoop · Wakenaam · Windsor Forest · Zeeburg